# Jennifer Kücükkaya

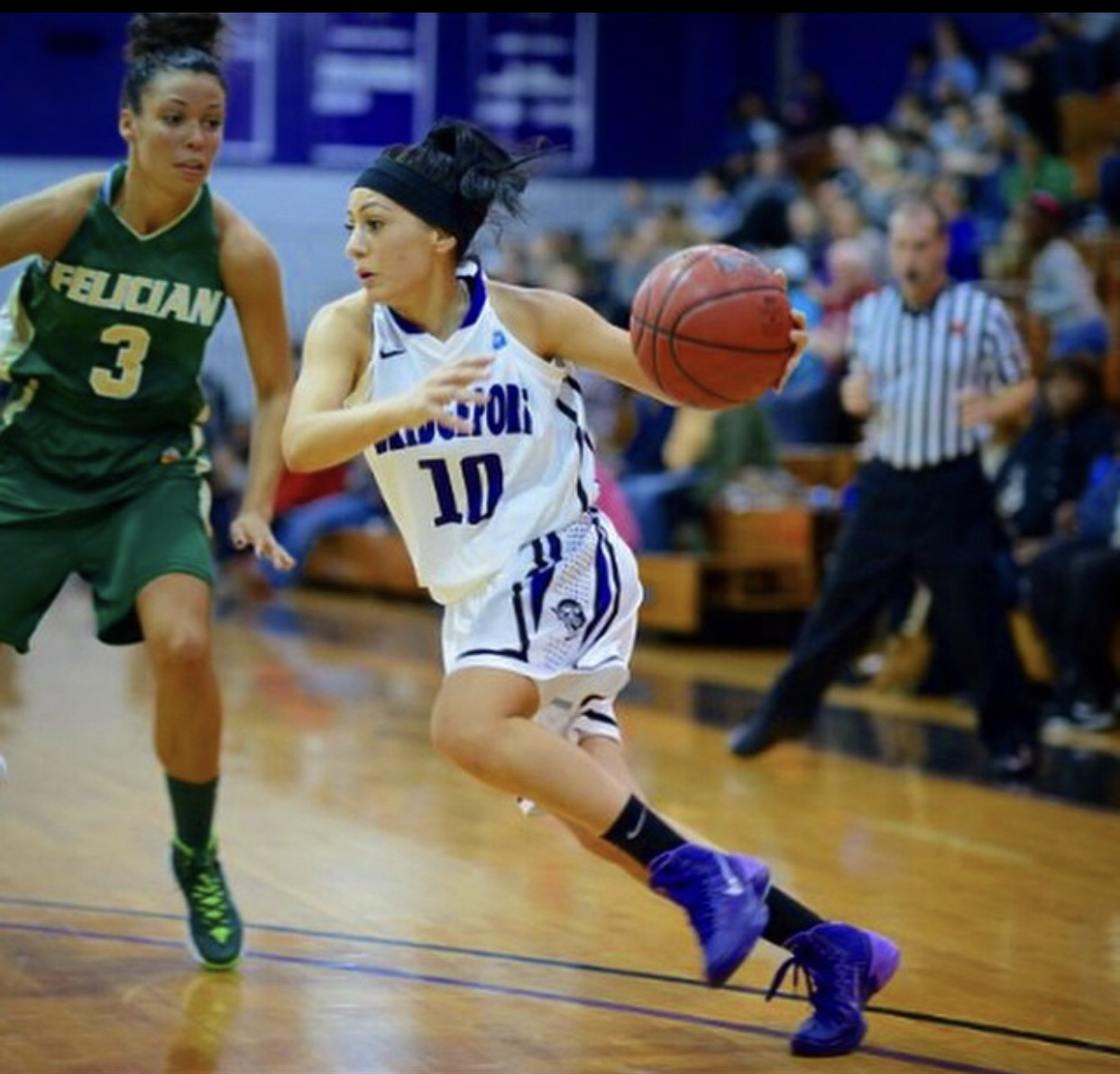
Jennifer Küçükkaya

Jennifer Kücükkaya, född 23 mars 1991, är en svensk basketspelare i Södertälje BBK.
Kücükkayas familj härstammar från Turkiet, hon är 165 cm lång och spelar pointguard.
Hon började sin karriär i Södertälje Basketboll Klubb och har vunnit flera ungdoms SM-guld samt två senior SM-guld med klubben. Hon har även noterat över 70 ungdomslandskamper för Sverige.
Efter många om och men blev det till slut collegespel för Jennifer Kücükkaya. Hon fick 2012 ett stipendium på University of Bridgeport, cirka 10 mil norr om New York. Det är ingen av de mest framträdande basketskolorna, laget spelar i andradivisionen, men för Kücükkayas del har studierna högsta prioritet. Jennifer har även medverkat i tv-programmet Gladiatorerna 2012. Hon har 3 bröder och 1 syster.